# يو إف سي على إي إس بي إن: عثمان ضد باكلي
يو إف سي على إي إس بي إن: عثمان ضد باكلي (بالإنجليزية: UFC on ESPN: Usman vs. Buckley) (المعروف أيضًا باسم يو إف سي على إي إس بي إن 69) هو حدث لفنون القتال المختلطة نظّمته يو إف سي، وأُقيم في 14 يونيو 2025، على ستيت فارم أرينا في أتلانتا، جورجيا، الولايات المتحدة.

## الخلفية
كان هذا الحدث هو الخامس من نوعه في أتلانتا والأول منذ حدث يو إف سي 236 في أبريل 2019.

## النتائج
1. ↑  أدى اصطدام عرضي بين الرؤوس إلى عدم قدرة بروندج على مواصلة القتال.
2. ↑  ركلة غير قانونية عرضية جعلت بيلاتو غير قادر على الاستمرار.

## الجوائز الإضافية
حصل المقاتلون التاليون على مكافآت بقيمة 50 ألف دولار.
- قتال الليل: كامارو عثمان ضد خواكين باكلي
- أداء الليلة: مالكولم ويلماكر وخوسيه أوتشوا